# Tranque Las Tórtolas
Tranque Las Tórtolas (übers. Las Tórtolas-Talsperre) ist die Bezeichnung für das Absetzbecken für die Tailings des Kupferbergwerks Los Bronces des Bergbaukonzerns Anglo American. Es befindet sich inmitten der dichtbesiedelten Metropolregion in Chile, 40 km nördlich der Landeshauptstadt Santiago.

## Beschreibung
Das Las Tórtolas-Absetzbecken ist seit 1992 in Betrieb und dient der Ablagerung der Tailings aus dem Bergbauprozess von Los Bronces. Als es angelegt wurde, gab es bereits 33 dieser Deponien in der Metropolregion Santiago, wobei Las Tórtolas eines der größten Projekte dieser Art darstellt. Seine Nutzung ist bis zum Jahr 2043 vorgesehen.
Das zerkleinerte Erz aus der Kupferlagerstätte Los Bronces wird in Wasser aufgeschlämmt und durch ein System von rund 56 km Rohren, Rinnen und Schächten aus den Anden nach Las Tórtolas transportiert, wo die Flotations- und Konzentrationsprozesse ablaufen. Rund 2400 Tonnen Schlamm pro Stunde gelangen über die Pipeline in die Anlage und durchlaufen den Rougher-Flotationskreislauf. Von den 2400 Tonnen pro Stunde werden etwa 1 % an brauchbarem Material gewonnen, der Rest ist Abfall.
Die Absetzung der Tailings erfolgt über der Talsohle eines fast kreisrunden intramontanen Beckens das von einer Gruppe von Bergen im chilenischen Zentraltal gebildet wird, von denen der konische Hügel Las Tórtolas mit 1162 m über NN der höchste ist. Die Deponie besteht aus einem Hauptdamm im nordwestlichen Bereich der Senke mit einer Kammhöhe von 750 m ü. d. M. und zwei Nebendämmen im Westen und Osten, die insgesamt eine Lagerkapazität von 1 Milliarde Tonnen Abraum aufweisen. Im Jahr 2006 wurde die Kapazität auf 1,9 Milliarden Tonnen erhöht. Zu diesem Zweck wurde die Kammhöhe der bestehenden Dämme auf 800 m über den Meeresspiegel erhöht, und es wurden drei weitere Mauern hinzugefügt. Die Tailings-Deponie erreichte bis 2022 eine Ausdehnung von ca. 11 km2. Darüber hinaus wird überschüssiges Wasser aus dem Absetzbecken, das nicht in den Konzentrator-Prozess zurückgeführt wurde, in eine etwa 450 Hektar große Waldplantage auf dem Gelände von Las Tórtolas abgeleitet, wo es durch Evapotranspiration entsorgt werden soll. Der pH-Wert des Wassers wird dazu in einer Säuerungsanlage vorkonditioniert.
Die Tailings sollen dauerhaft und sicher und nach Angaben von Anglo American auf umweltverträgliche Weise abgelagert werden. Dies setzt voraus, dass der Betrieb der Deponie ständig überwacht wird. Die Wasserqualität wird in Kontrollbrunnen gemessen, die sich 1 km abwärts von den Staudämmen befinden. Obwohl die chemische Zusammensetzung der Tailings eine Reihe von Elementen in ähnlichen Konzentrationen wie in der Erdkruste aufweist, stellt das Las Tórtolas-Absetzbecken ein hohes Umweltrisiko dar.
Die größten Gefahren gehen von einem möglichen Dammbruch ausgelöst durch Erdbeben, und Kontamination von Boden und Grundwasser durch auslaufende schwermetallbelastete Flüssigkeiten aus.